# Rodrigue Gilbert
Pour les articles homonymes, voir Gilbert.
Temple de la renommée : 1982
Rodrigue Gabriel Gilbert, dit Rod Gilbert, (né le 1er juillet 1941 à Montréal au Canada - mort le 19 août 2021 à Manhattan aux États-Unis) est un joueur professionnel de hockey sur glace. Il a joué dans la Ligue nationale de hockey entre 1960 et 1978 et n'a porté qu'un seul maillot tout le temps de sa carrière LNH, celui des Rangers de New York. Son maillot, le numéro 7 a été retiré par les Rangers en 1979 et en 1982, il est admis au temple de la renommée du hockey.

## Biographie

### Origines
Son ancêtre maternel Gervais Bisson est originaire de Pouvrai en France. Une fois arrivé en Nouvelle-France, il épouse une Fille du Roy nommée Marie-Madeleine Boutet en 1664.

### Carrière en club
Il commence sa carrière en jouant dans la ligue junior de l'Association de hockey de l'Ontario, aujourd'hui Ligue de hockey de l'Ontario avec les Biltmore Mad Hatters de Guelph en 1957. Deux saisons plus tard, alors qu'il entre sur la glace pour un match, il glisse sur des détritus sur la patinoire et tombe sur le dos. Il se brise alors la cinquième vertèbre et pour réparer les dégâts, les docteurs lui enlèvent un bout d'os de sa jambe pour ressouder les 4e, 5e et 6e vertèbres entre elles. Malgré tout, son équipe gagne la Coupe Memorial cette année-là et en novembre 1960, il joue son premier match dans la Ligue nationale de hockey avec les Rangers de New York. Il marque alors son premier point dans la grande ligue en réalisant une passe pour Dean Prentice et donne l'égalisation de son équipe face aux Black Hawks de Chicago.
Il gagne le trophée Red-Tilson en tant que meilleur joueur de la saison.
Au cours des séries éliminatoires 1962, il profite d'une blessure de Ken Schinkel pour jouer des matchs contre les Maple Leafs de Toronto. En quatre matchs, il réalise 5 points (2 buts et 3 aides) et il gagne sa place dans l'effectif des Rangers lors du camp d'entraînement. Pour sa première saison officielle, il inscrit 31 points et lors de sa seconde saison, il inscrit 20 buts pour la première de douze saisons. Très vite, il devient un des joueurs favoris du Madison Square Garden mais malheureusement pour lui, il subit des séquelles de son opération du dos. Il manque alors la moitié de la saison 1965-1966 pour se faire opérer une nouvelle fois alors qu'il commence cette saison en tentant de jouer avec une protection.
Il fait son retour lors de la saison suivante, inscrit 28 buts et permet aux Rangers de se qualifier pour les séries pour la première fois en cinq ans. En 1970-1971, il est aligné aux côtés de Vic Hadfield et Jean Ratelle et tous les trois vont constituer une ligne célèbre, la ligne « GAG » (Goal A Game ce qui signifie un but par match). Dès la première saison, la ligne inscrit 107 points et lors de la seconde saison de la ligne, Gilbert inscrit 43 buts et 97 points. Les Rangers accèdent également à la finale de la Coupe Stanley contre les Bruins de Boston. Finalement, les Bruins gagnent la série en 6 matchs, 4 à 2 même si la ligne GAG devient la première ligne d'une franchise dont chaque joueur inscrit au minimum 40 points dans la saison.
Entre 1972 et 1977, il inscrit au minimum 75 points à chaque fois mais les Rangers ne parviennent jamais à passer les demi-finales de la Coupe Stanley. Il inscrit le 24 mars 1974, son 300e but (contre Dave Dryden des Sabres de Buffalo) et devient par la même le premier joueur des Rangers à dépasser cette barre symbolique. En 1976, la Ligue nationale de hockey décide d'honorer la carrière et il remporte le trophée Bill-Masterton récompensant la persévérance.
En 1976, lors de son 1 000e match dans la LNH, il réalise un coup du chapeau lors d'une victoire 5 à 2 contre les Canadiens de Montréal, champions en titre. Au début de la saison 1977-1978, il connaît des difficultés de négociations avec le directeur des Rangers, John Ferguson et met finalement fin à sa carrière après une vingtaine de matchs dans la saison mais aussi plus de 1 000 points dans la LNH. En 1980, il est, pour une saison dans la Ligue américaine de hockey, derrière le banc des Nighthawks de New Haven qui sont éliminés au premier tour des séries.

### Carrière internationale
Il représente le Canada pour la première fois lors de la Série du siècle contre l'URSS et son désir de représenter son pays est tel qu'il se coupe du monde et ignore les propositions des nouvelles équipes de l'Association mondiale de hockey. Il inscrit alors 4 points en 6 matchs. Il est également dans l'équipe canadienne au cours du championnat du monde 1977, amenant son équipe à la quatrième place avec encore une fois 4 points.

### Postérité et décès
Il est admis au temple de la renommée du hockey en 1982, en 1991, il reçoit le trophée Lester-Patrick pour son implication dans le hockey américain et en 2004, il est admis au temple de la renommée du Comté de Nassau. Un aréna situé dans l'arrondissement Pointe-aux-Trembles/Rivière-des-Prairies à Montréal porte son nom.
Il meurt le 19 août 2021 à sa résidence de Manhattan mais son épouse Judy Gilbert n'en fait la confirmation que le 22 août.

## Statistiques
Pour les significations des abréviations, voir Statistiques du hockey sur glace.

### En club
| Saison     | Équipe                         | Ligue      |       | Saison régulière | Saison régulière | Saison régulière | Saison régulière | Saison régulière |    | Séries éliminatoires | Séries éliminatoires | Séries éliminatoires | Séries éliminatoires | Séries éliminatoires |
| Saison     | Équipe                         | Ligue      | PJ    | B                | A                | Pts              | Pun              | PJ               | B  | A                    | Pts                  | Pun                  |                      |                      |
| 1957-1958  | Biltmore Mad Hatters de Guelph | AHO        | 32    | 14               | 16               | 30               | 0                | -                | -  | -                    | -                    | -                    |                      |                      |
| 1958-1959  | Biltmore Mad Hatters de Guelph | OHA        | 54    | 27               | 34               | 61               | 40               | 10               | 5  | 4                    | 9                    | 14                   |                      |                      |
| 1959-1960  | Biltmore Mad Hatters de Guelph | OHA        | 47    | 39               | 52               | 91               | 40               | 5                | 3  | 3                    | 6                    | 4                    |                      |                      |
| 1959-1960  | Lions de Trois-Rivières        | EPHL       | 3     | 4                | 6                | 10               | 0                | 5                | 2  | 2                    | 4                    | 2                    |                      |                      |
| 1960-1961  | Royals de Guelph               | OHA        | 47    | 54               | 49               | 103              | 47               | 6                | 4  | 4                    | 8                    | 6                    |                      |                      |
| 1960-1961  | Rangers de New York            | LNH        | 1     | 0                | 1                | 1                | 2                | -                | -  | -                    | -                    | -                    |                      |                      |
| 1961-1962  | Rangers de New York            | LNH        | 1     | 0                | 0                | 0                | 0                | 4                | 2  | 3                    | 5                    | 4                    |                      |                      |
| 1961-1962  | Beavers de Kitchener-Waterloo  | EPHL       | 21    | 12               | 11               | 23               | 22               | 4                | 0  | 0                    | 0                    | 4                    |                      |                      |
| 1962-1963  | Rangers de New York            | LNH        | 70    | 11               | 20               | 31               | 20               | -                | -  | -                    | -                    | -                    |                      |                      |
| 1963-1964  | Rangers de New York            | LNH        | 70    | 24               | 40               | 64               | 62               | -                | -  | -                    | -                    | -                    |                      |                      |
| 1964-1965  | Rangers de New York            | LNH        | 70    | 25               | 36               | 61               | 52               | -                | -  | -                    | -                    | -                    |                      |                      |
| 1965-1966  | Rangers de New York            | LNH        | 34    | 10               | 15               | 25               | 20               | -                | -  | -                    | -                    | -                    |                      |                      |
| 1966-1967  | Rangers de New York            | LNH        | 64    | 28               | 18               | 46               | 12               | 4                | 2  | 2                    | 4                    | 6                    |                      |                      |
| 1967-1968  | Rangers de New York            | LNH        | 73    | 29               | 48               | 77               | 12               | 6                | 5  | 0                    | 5                    | 4                    |                      |                      |
| 1968-1969  | Rangers de New York            | LNH        | 66    | 28               | 49               | 77               | 22               | 4                | 1  | 0                    | 1                    | 2                    |                      |                      |
| 1969-1970  | Rangers de New York            | LNH        | 72    | 16               | 37               | 53               | 22               | 6                | 4  | 5                    | 9                    | 0                    |                      |                      |
| 1970-1971  | Rangers de New York            | LNH        | 78    | 30               | 31               | 61               | 65               | 13               | 4  | 6                    | 10                   | 8                    |                      |                      |
| 1971-1972  | Rangers de New York            | LNH        | 73    | 43               | 54               | 97               | 64               | 16               | 7  | 8                    | 15                   | 11                   |                      |                      |
| 1972-1973  | Rangers de New York            | LNH        | 76    | 25               | 59               | 84               | 25               | 10               | 5  | 1                    | 6                    | 2                    |                      |                      |
| 1973-1974  | Rangers de New York            | LNH        | 75    | 36               | 41               | 77               | 20               | 13               | 3  | 5                    | 8                    | 4                    |                      |                      |
| 1974-1975  | Rangers de New York            | LNH        | 76    | 36               | 61               | 97               | 22               | 3                | 1  | 3                    | 4                    | 2                    |                      |                      |
| 1975-1976  | Rangers de New York            | LNH        | 70    | 36               | 50               | 86               | 32               | -                | -  | -                    | -                    | -                    |                      |                      |
| 1976-1977  | Rangers de New York            | LNH        | 77    | 27               | 48               | 75               | 50               | -                | -  | -                    | -                    | -                    |                      |                      |
| 1977-1978  | Rangers de New York            | LNH        | 19    | 2                | 7                | 9                | 6                | -                | -  | -                    | -                    | -                    |                      |                      |
| Totaux LNH | Totaux LNH                     | Totaux LNH | 1 065 | 406              | 615              | 1 021            | 508              | 79               | 34 | 33                   | 67                   | 43                   |                      |                      |

### En équipe nationale
| Année | Équipe | Compétition     |   | PJ | B | A | Pts | Pun             |  | Résultats |
| 1972  | Canada | Série du siècle | 6 | 1  | 3 | 4 | 9   | 4 victoires à 3 |  |           |
| 1977  | Canada | CM              | 9 | 2  | 2 | 4 | 12  | 4e place        |  |           |

## Récompenses

### Association de hockey de l'Ontario
- 1960-1961
  - Coupe Memorial
  - Trophée Red-Tilson

### Ligue nationale de hockey
- Match des étoiles en 1964, 1965, 1967, 1969, 1970, 1972, 1975 et 1977.
- Seconde équipe type de la saison en 1967-1968.
- Première équipe type de la saison en 1971-1972.
- Trophée Bill-Masterton en 1976.
- Trophée Lester-Patrick en 1991.

### Rangers de New York
- Son numéro 7 est retiré en 1979.
- Meilleur pointeur de l'histoire de la franchise[12].

### Autres
- Membre du temple de la renommée du hockey en 1982.
- Membre du temple de la renommée du Comté de Nassau en 2004.